# Linckia
Linckia (лат.) — род морских звёзд из семейства Ophidiasteridae отряда Valvatida.
Эти морские звёзды встречаются в основном в Индо-Тихоокеанском бассейне. Как и другие морские звёзды, при опасности они могут отбрасывать один из своих лучей и затем отрастить его заново. Linckia отличаются способностью полностью регенерировать из отдельного луча.
Род назван в честь немецкого натуралиста Иоганна Генриха Линка (1674—1734), который интенсивно занимался изучением морских звёзд и написал об этом первую научную монографию в 1733 году.

## Виды
- Linckia bouvieri Perrier, 1875
- Linckia columbiae Gray, 1840
- Linckia gracilis Liao, 1985
- Linckia guildingi Gray, 1840
- Linckia kuhli von Martens, 1866
- Linckia laevigata (Linnaeus, 1758)
- Linckia multifora (Lamarck, 1816)
- Linckia nodosa Perrier, 1875
- Linckia tyloplax H.L. Clark, 1914